# Barwinek (skała)

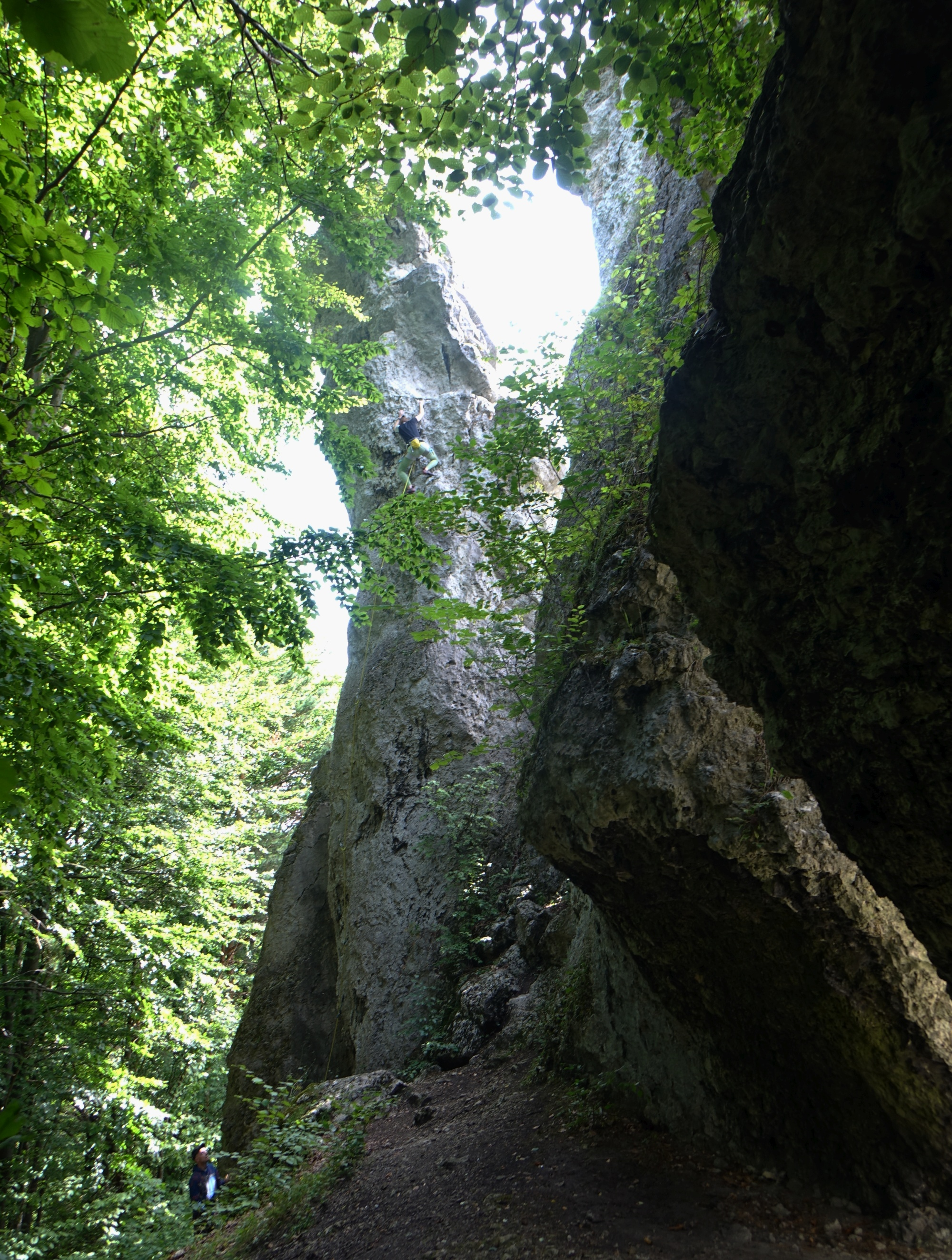
Wspinaczka na Barwinku

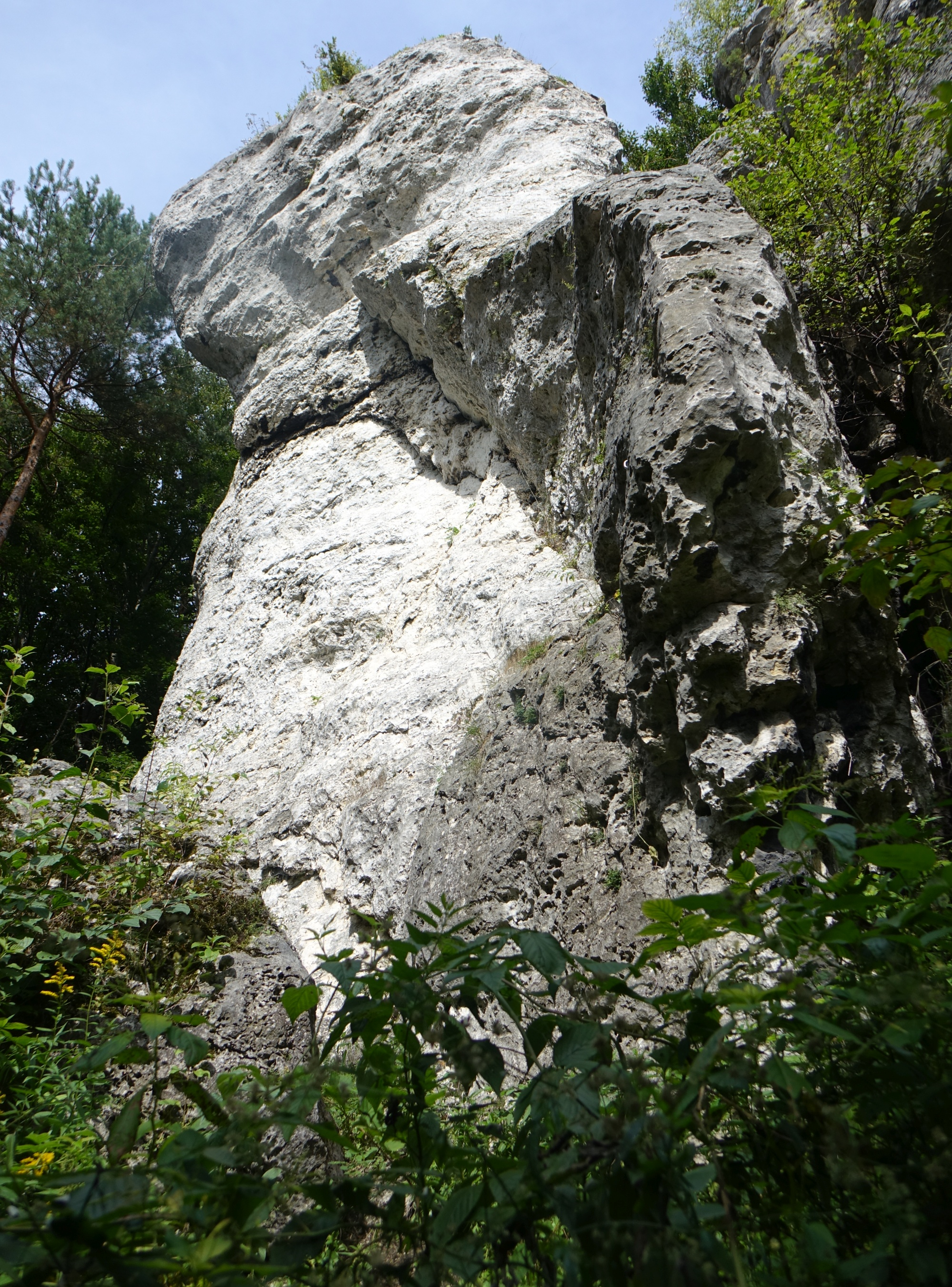
Barwinek

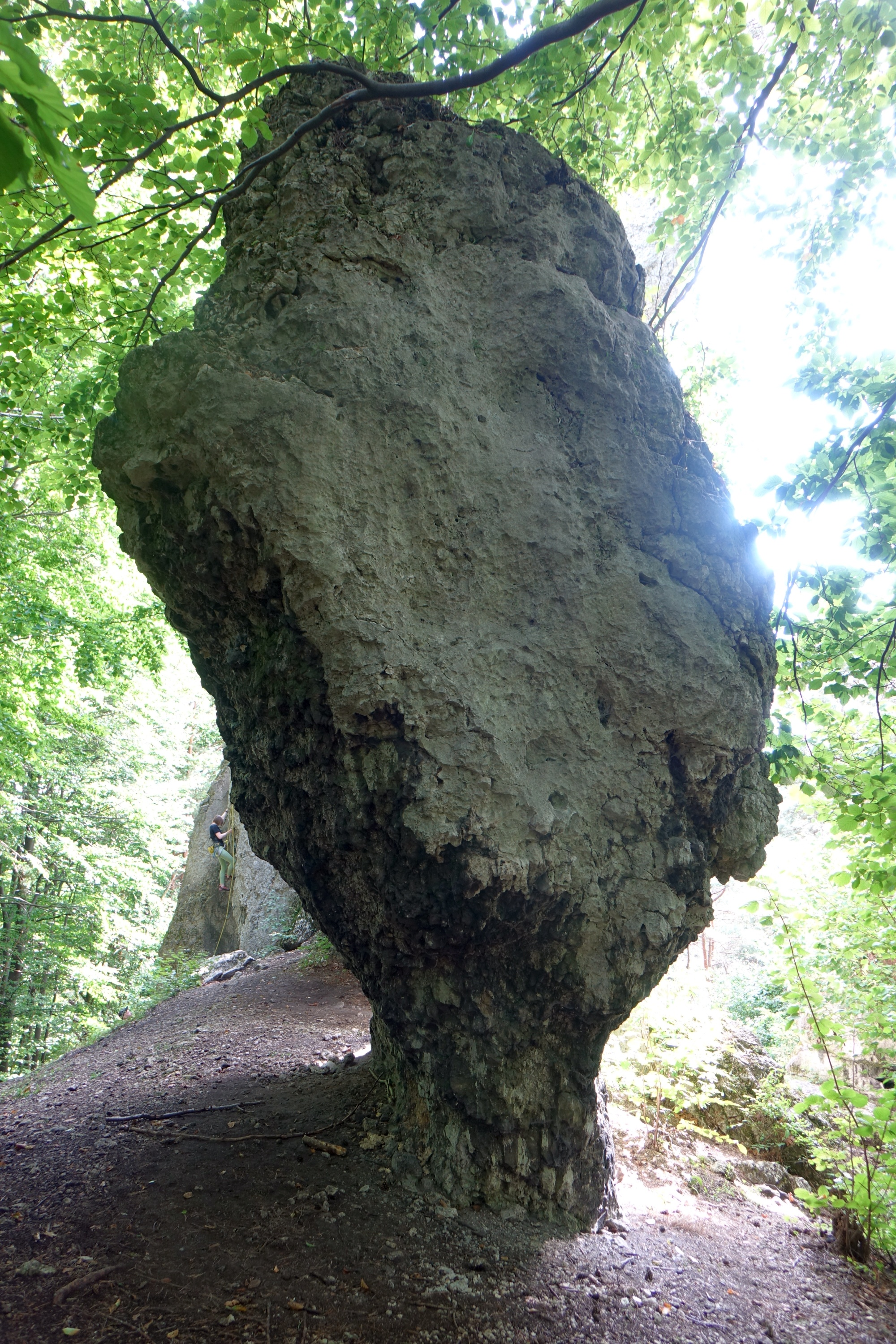
Grzyb skalny w grupie skał Barwinek

Barwinek – skała znajdująca się w lesie po wschodniej stronie drogi do Zamku w Morsku, administracyjnie w Skarżycach (dzielnica Zawiercia) w województwie śląskim, w powiecie zawierciańskim w gminie Włodowice, ale bliżej zabudowanego obszaru wsi Morsko. Do skały prowadzi leśna droga oznakowana tabliczką „Miejsce pamięci narodowej”. Jest to mogiła żołnierza radzieckiego poległego w 1945 r. Za mogiłą po lewej stronie drogi jest polanka, a przy niej ukryta w lesie skała Barwinek, na mapie Geoportalu opisana jako Skała Diabelska. Barwinek to zbudowana z wapieni grupa skał o wysokości od 7 do 18 m. Jest wśród nich typowa igła skalna oraz grzyb skalny. Ściany połogie, pionowe lub przewieszone z filarami, kominami i zacięciami.

## Drogi wspinaczkowe
Ściany wspinaczkowe mają wystawę zachodnią, wschodnią i południową. Jest na nich 16 dróg wspinaczkowych o trudności od III do VI.4+ w skali Kurtyki. Na części z nich zamontowano stałe punkty asekuracyjne: ringi (r) oraz stanowiska zjazdowe (st), ringi zjazdowe (rz) lub 2 ringi zjazdowe (drz), na pozostałych wspinaczka tradycyjna.
Barwinek I
1. Wzgórek żony; 6r + st, VI.1, 17 m
2. Tam gdzie rosną poziomki, czyli Jacek dałby sześć-sześć; 7r + ST VI.4+, 18 m
3. Projekt; 7r + st, 18 m
4. Pochwała seksu; 5r + st, VI.2, 18 m
5. Projekt; 6r + st, 19 m
6. Filar męża; V+, 20 m

Barwinek II
1. Bez nazwy; 5r + st, V, 18 m
2. Projekt; 5r + st, 18 m
3. Bez zabezpieczenia; V+, 18 m
4. Synczyzna lewa; 1r + rz, VI, 7 m
5. Synczyzna prawa; 1r + rz, VI, 7 m

Barwinek III
1. Vivat celibat; 7r + st, VI.3+, 19 m
2. Droga penisa; 7r + st, VI+, 19 m
3. Bez nazwy; III, 18 m

Barwinek IV
1. Testosteron; 7r + st, VI+, 19 m
2. Prezent mikołajkowy; 3r + st, VI.1+/2, 11 m[3].